# Nagórze (województwo zachodniopomorskie)
Nagórze – osada (do 31.12.2012 przysiółek wsi Rutwica), położona w województwie zachodniopomorskim, w powiecie wałeckim, w gminie Wałcz.
W latach 1975–1998 miejscowość administracyjnie należała do województwa pilskiego.